# トニー・ル・ティシエ
トニー・ル・ティシエ（Tony Le Tissier、MBE1932年叙勲）は英国の軍事史家で、第二次世界大戦に関する多くの作品を書いた。ベルリンの戦いとゼーロウ高地の戦いは、彼の主な研究対象の1つである。

## 経歴
ル・ティシエはイギリス軍の職業軍人であり、第二次世界大戦の終結後にルドルフ・ヘスやアルベルト・シュペーアなどが投獄されたシュパンダウ戦犯刑務所の最後の刑務所長であった。退役後、彼はベルリンに滞在し、そこで数年間研究を行った。

## 主要な著作

### ノンフィクション
- With Our Backs to Berlin: The Germany Army in Retreat 1945（ベルリンに背を向けて）  ISBN 9780750926119
- Slaughter at Halbe: The Destruction of Hitler's 9th Army（ハルベの虐殺：ヒトラー第9軍の壊滅） ISBN 9780750936897
- The Siege Of Kustrin 1945: Gateway To Berlin（クストリンの包囲1945年：ベルリンへの玄関口） ISBN 9781848840225
- The Battle of Berlin 1945（ベルリンの戦い1945） ISBN 9780224025287
- Marshal Zhukov at the Oder: The Decisive Battle for Berlin（オーデルでのジューコフ元帥：ベルリンの決戦） ISBN 9780750997997
- Berlin Battlefield Guide: Third Reich and Cold War（ベルリン戦場ガイド：第三帝国と冷戦） ISBN 9781844157662
- SS Charlemagne: The 33rd Waffen-Grenadier Division of the SS（SSシャルルマーニュ：SSの第33ワッフェングレナディア師団) ISBN 9781848842311
- Berlin Then and Now（ベルリン当時と今） ISBN 9780900913723
- Death Was Our Companion: The Final Days of the Third Reich（死は私たちの仲間だった：第三帝国の最後の日） ISBN 9780750998499
- Race For The Reichstag: The 1945 Battle For Berlin（国会議事堂のためのレース：1945年ベルリンの戦い） ISBN 9780714649290
- Patton's Pawns: The 94th US Infantry Division at the Siegfried Line（パットン将軍の持ち駒：ジークフリート線の第94米国歩兵師団） ISBN 9780817315573
- The Third Reich Then and Now（第三帝国当時と現在） ISBN 9781870067560
- Soviet Conquest: Berlin 1945（ソビエトによる占領：ベルリン1945） ISBN 9781473821101
- Farewell to Spandau（シュパンダウへの別れ） ISBN 9780750998475